# モーニング娘。光井愛佳の、愛 say hello
モーニング娘。光井愛佳の、愛 say hello（モーニングむすめ みついあいかの あい セイ ハロー）は、e-radioのラジオ番組。ワイド帯番組『radio drive plus』木曜日の内包番組。2007年4月5日放送開始、2008年9月18日放送終了。

## パーソナリティ
- 光井愛佳（モーニング娘。8期メンバー）。

なお、光井は地元滋賀県大津市出身である。

## 放送時間
- 毎週木曜18時台（radio drive plus 放送時間内）の内の10分間

内包番組であるため、親番組であるradio drive plus の番組内容によって放送時間が変更され、16時台、17時台に放送されることもあった。
放送開始当初は、番組ホームページでは放送時間は17:33頃～17:43頃と書かれていた。しかし、当初から放送時間が前後、または大きく変更（16時台もしくは18時台）されることも多く、そのような場合は前週のエンディングで告知されていた。しかし、2007年10月4日は翌週の放送が16時台なのにもかかわらず告知されなかった。2008年4月からは、放送時間は、radio drive plus公式ブログに事前に掲載されるようになった。
- radio drive plus 放送終了に伴い本番組も放送終了となったが、radio drive plus（木曜日）の最終日であった2008年9月25日の放送では、radio drive plus に光井が亀井絵里とともに全編に渡ってゲスト出演したため『愛 say hello』としての放送はなかった。

## 放送内容
- リスナーから寄せられたメールを元に「キーワード」を決め、そのキーワードについて光井がトークを行う。
- 番組後半では曲がかかるが、モーニング娘。やハロー!プロジェクトの最新曲であることが多い。
- 不定期にradio drive plusのMCである仙石幸一と、電話によるインタビュートークを放送することがある。